# 030 T Nord 3.931 à 3.996
Les 030 T Nord 3.931 à 3.996 sont des locomotives tender de la compagnie des chemins de fer du Nord affectées aux manœuvres dans les gares du réseau. À la création de la SNCF, le 1er janvier 1938, les locomotives de la série sont immatriculées dans la série 2-030 TA 1 à 65 .

## Histoire
La série est constituée de locomotives système Petiet de disposition 030+030T reconstruites et transformées en 030T.
Elle comprend les sous-séries suivantes.
3.931-3.946, anciennes locomotives Petiet, livrées en 1860 par Goüin et transformées en 1872 par les Ateliers de la Chapelle
3.947-3.976, anciennes locomotives Petiet, livrées en 1860 par Goüin et transformées en 1872 par les Ateliers de la Chapelle
3.977-3.996, livrées par la SACM en 1872.

## Caractéristiques
Longueur hors tampons : 9 m
Poids à vide : 30 t
Diamètre des roues motrices : 1 065 m
Diamètre et course des cylindres : 400 mm et 460 mm
Timbre : 10 Atmosphères
Surface de grille : 1,23 m2
Surface de chauffe : 155,3 m2
Vitesse maxima : 60 km/h